# کسپر کوژلوسکی

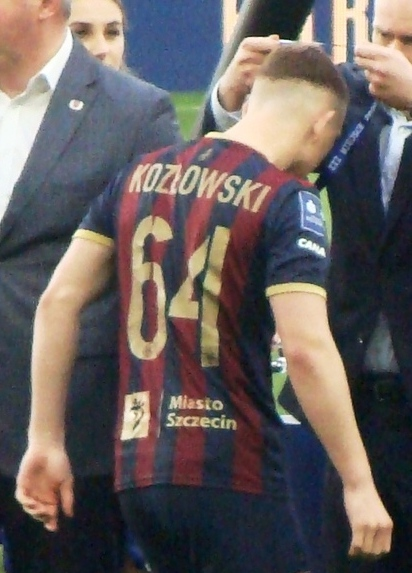
کسپر شیمون کوژلوسکی - ۲۰۲۱

کسپر شیمون کوژلوسکی (لهستانی: Kacper Szymon Kozłowski؛ زادهٔ ۱۶ اکتبر ۲۰۰۳) بازیکن فوتبال اهل لهستان است.
وی همچنین در تیم ملی فوتبال لهستان بازی کرده‌است.